# South Wager Island
South Wager Island est une île du territoire d'Anguilla dans les Petites Antilles.